# Julio Le Parc

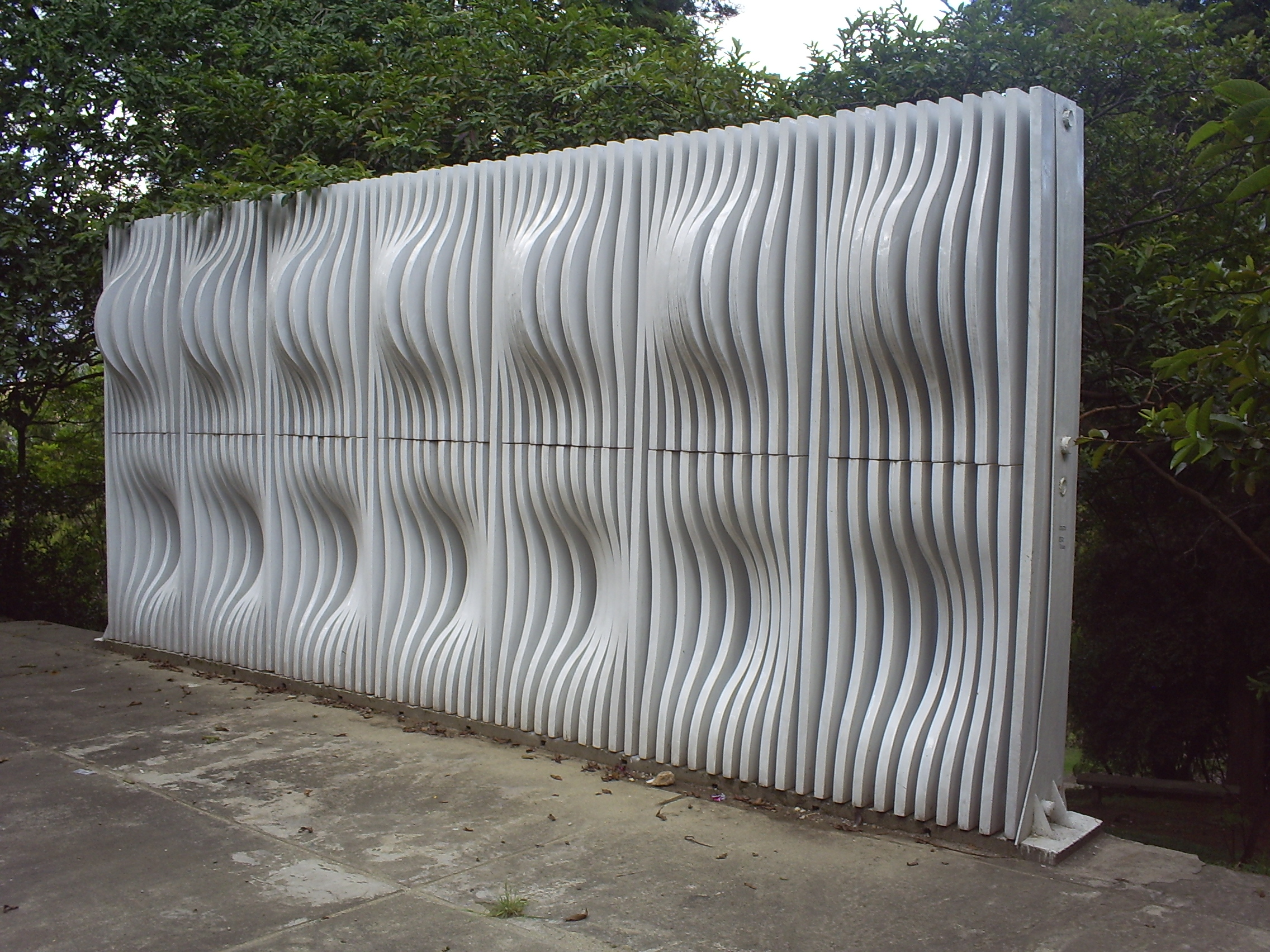
Sin título (Fără titlu), în Cerro Nutibara, Columbia.

 Julio Le Parc  (n. 23 septembrie 1928, Mendoza) este un artist cinetist argentinian și reprezentant al direcției Op art. El a fost, alături de François Morellet, Horacio Garcia Rossi, Francisco Sobrino, Joël Stein și Yvaral, în anul 1960, fondatorul grupului Groupe de Recherche d’Art Visuel (GRAV). Le Parc locuiește și lucrează în Paris.

## Biografie
Julio Le Parc a urmat Escuela de Bellas Artes de Buenos Aires (Școala Națională de Arte Frumoase), unde i-a întâlnit pe Francisco Sobrino și Horacio Garcia Rossi. În 1958 merge la Paris. Acolo a lucrat în atelierul lui Victor Vasarely.
El a creat în principal obiecte cinetice și mobiluri, cu reflectoare de lumina. Scopul lui a fost de a face vii fenomene vizuale prin experimente. Noile tehnologii trebuiau utilizate ca să descrie raportul dintre lumină și mișcare pe un mod inovator. El folosește lumina, suprafețe reflectorizante, lentile, sticla cu model și oglindă spartă.

## Expoziții
Julio Le Parc a făcut parte din Groupe de Recherche d'Art Visuel și mai târziu ca artist solo în numeroase expoziții personale și de grup în întreaga lume.
În 2004, cu Yvonne Argenterio a produs la Elettrofiamma, în Italia, o serie de sculpturi (Torsions) și a prezentat evenimentul Verso la Luce în castelul Boldeniga (Brescia, Italia). Mai mult decât atât, în grădina castelului, s-a vzăut monumentala sculptură Verso la Luce.
- 2015/2016: Julio Le Parc: Lumière, Bildmuseet Umeå, Umeå, Schweden.